# Róża Kasprzak
Róża Kasprzak (ur. 9 kwietnia 1982 roku w Trzciance) – polska skoczkini o tyczce, wielokrotna medalistka Mistrzostw Polski.

## Kariera
Była zawodniczką SKLA Sopot (1999–2001) i AZS-AWFiS Gdańsk (2001–2009). 
Po sezonie 2009 zakończyła karierę ze względów zdrowotnych.

## Osiągnięcia
- Mistrzostwa Polski 2007 – brązowy medal
- Halowe Mistrzostwa Polski 2007 – srebrny medal
- 6. miejsce na Halowych Mistrzostwach Europy w Lekkoatletyce (Birmingham 2007)
- 8. miejsce podczas Mistrzostw Europy w Lekkoatletyce (Göteborg 2006)
- Mistrzostwa Polski 2006 – brązowy medal
- Halowe Mistrzostwa Polski 2006 – srebrny medal
- 6. lokata na Uniwersjadzie (Izmir 2005)
- Mistrzostwa Polski 2005 – brązowy medal
- Mistrzostwa Polski 2004 – brązowy medal
- medalistka mistrzostw kraju w kategorii młodzieżowców, a także medalistka Akademickich Mistrzostw Polski

## Rekordy życiowe
- Skok o tyczce (stadion) – 4,50 m (2006)
- Skok o tyczce (hala) – 4,50 m (2007)